# Emily Booth
Emily Katherine Booth (* 26. April 1976 in Chester) ist eine britische Schauspielerin und Drehbuchautorin.

## Karriere
Booth hatte Rollen in Fernsehserien wie zum Beispiel Threesome, Blue Review oder outTHERE. 1997 agierte sie im Sci-Fi-Horrorfilm Event Horizon – Am Rande des Universums in einer Kleinstrolle, ihrem Filmdebüt. Im Horror-Gore-Film Cradle of Fear (2001) bekleidete sie die Rolle der Mel. Im Action-Horror-Thriller-Double Feature Grindhouse (2007) war sie in dem fiktiven Trailer zum Film Don’t zu sehen. In der Zombie-Komödie Doghouse (2009) spielte sie neben Danny Dyer als The Snipper.

## Filmografie (Auswahl)
- 1997: Event Horizon – Am Rande des Universums (Event Horizon)
- 1997: Pervirella
- 2000: Sacred Flesh
- 2001: Cradle of Fear
- 2002: Fallen Angels
- 2002: Inferno (Kurzfilm)
- 2005: Evil Aliens
- 2007: Grindhouse
- 2009: Doghouse
- 2011: Inbred